# Havekost (Lauenburg)
Havekost ist eine Gemeinde im Kreis Herzogtum Lauenburg in Schleswig-Holstein.

## Geografie

### Lage und Siedlungsgliederung
Das Gemeindegebiet von Havekost erstreckt sich östlich vom Sachsenwald im südöstlichen Teilbereich des Naturraums Ostholsteinisches Hügel- und Seenland (Haupteinheit Nr. 702), einem Teilraum des Schleswig-holsteinischen Hügellandes nördlich von der Stadt Schwarzenbek und östlich von Hamburg. Der südöstliche Grenzverlauf wird markiert durch den Bach Steinau, einem ehemaligen Zufluss zur Delvenau (heute zum Elbe-Lübeck-Kanal mit der Mündung im Gemeindegebiet von Witzeeze).
Die Gemeinde besteht siedlungsstatistisch einzig aus dem namenstiftenden Dorf.

### Nachbargemeinden
| Möhnsen                                               |                                             |                   |
| Sachsenwald (gemeindefreies Gebiet) (Forstgutsbezirk) | Kompassrose, die auf Nachbargemeinden zeigt |                   |
|                                                       |                                             | Elmenhorst, Grove |

## Geschichte
Das Dorf wurde im Jahr 1228 zum ersten Mal urkundlich erwähnt.
Vom 1. August 1887 bis zum  29. Mai 1976 besaß der Ort Bahnanschluss an der Bahnstrecke Schwarzenbek–Bad Oldesloe.
Seit 1962 gehört die Gemeinde zum Amt Schwarzenbek-Land.

## Politik

### Gemeindevertretung
Bei der Kommunalwahl am 14. Mai 2023 wurden insgesamt sieben Sitze vergeben. Von diesen erhielt die Aktive Wählergemeinschaft Havekost vier Sitze und die Aktive Havekoster Wählergemeinschaft drei Sitze.